# Herpesvirus simiae
Das Herpesvirus simiae, auch  Herpesvirus B, Herpes-B-Virus oder Macacine alphaherpesvirus 1 (McHV-1, McAHV1, Spezies Simplexvirus macacinealpha1), früher auch Cercopithecines Herpesvirus 1 (CHV-1 oder CeHV-1) genannt, ist ein bei Altweltaffen der Familie Cercopithecidae (Meerkatzen, Paviane und besonders Makaken) vorkommendes Virus der Gattung Simplexvirus. Es ist den Herpes-simplex-Viren (HSV-1 und -2) des Menschen sehr nahe verwandt. Es löst bei den Affenspezies als seinen natürlichen Wirten keine oder nur milde Symptome ähnlich einem Herpes labialis aus; wird das Virus jedoch auf den Menschen übertragen, so kann es zu einer sehr schweren, meist tödlichen Erkrankung kommen, dem Herpes B.

## Geschichte
Die Erkrankung beim Menschen wurde erstmals 1932 von Albert Sabin beobachtet und charakterisiert. Er benannte das Krankheitsbild und damit auch den Erreger nach dem Nachnamen des an einer schweren Enzephalitis verstorbenen Patienten William Bartlet Brebner.

## Morphologie und Genom
Die Viruspartikel (Virionen) von Herpesvirus simiae sind etwa 100 nm im Durchmesser groß, behüllt und enthalten ein ikosaedrisches Kapsid. Das Genom besteht aus einem Molekül einer doppelsträngigen, linearen DNA und ist etwa 157 kBp groß. Es enthält mindestens 75 verschiedene Gene für virale Proteine.
Das Genom des McHV-1 hat in seinem Aufbau und der Anordnung der Genabschnitte große Ähnlichkeit mit den Herpes-simplex-Viren (HSV-1 und HSV-2) des Menschen (E-Typ-Genom); ein bei HSV vorkommender, für die Replikation in Nervengewebe wichtiger Genabschnitt fehlt jedoch dem McHV-1, trotzdem vermag es neurotrope Erkrankungen hervorzurufen. Einige der Oberflächenproteine des McHV-1 zeigen eine größere Homologie zu anderen Hüllproteinen anderer Simplexviren, neben dem HSV-1 und -2 auch dem nicht-humanpathogenen Bovinen Herpesvirus 2 (BHV-2, Spezies Simplexvirus bovinealpha2) und Cercopithecinen Herpesvirus 2 (CeHV-2, Spezies Simplexvirus cercopithecinealpha2).

## Verbreitung und Übertragung

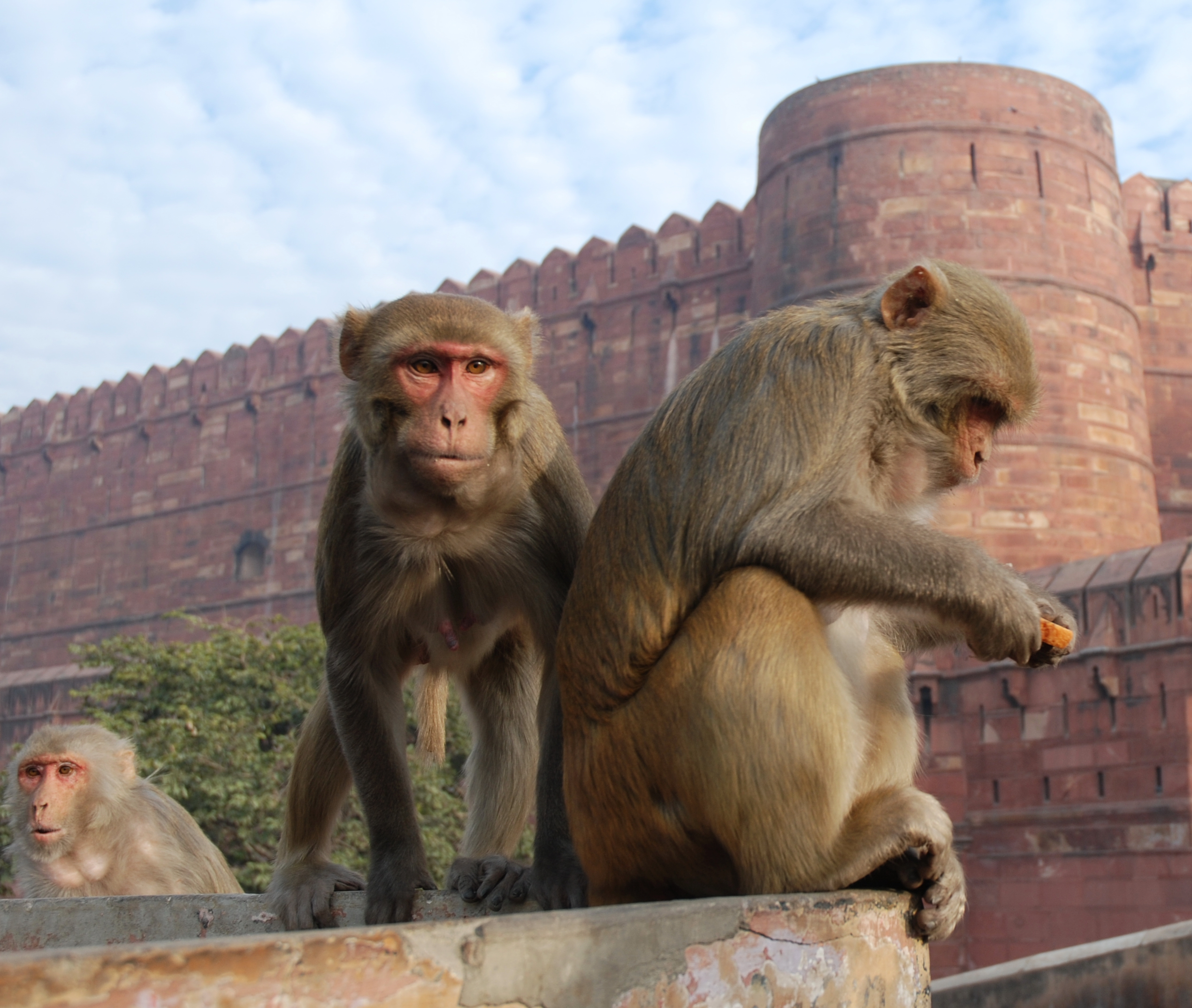
Rhesusaffen

Das McHV-1 ist aufgrund der Tierhaltung in Zoologischen Gärten und der Nutzung von Affen und Zellkulturen aus Affengewebe weltweit verbreitet. Besonders Grüne Meerkatzen und Rhesusaffen sowie weitere asiatische Spezies der Gattung Macaca sind als Reservoir und Überträger des McHV-1 relevant. Die Infektion erfolgt in Tiergruppen durch soziale Kontakte ähnlich den Herpes-simplex-Infektionen des Menschen. Die Prävalenz der Antikörper gegen McHV-1 ist abhängig von der Dichte der Tierpopulation und kann bei Rhesusaffenkolonien bis zu 70 % betragen. In Rhesusaffen aus sehr dicht lebenden Kolonien von hinduistischen Tempelaffen in Nepal, konnten bei etwa 64 % Antikörper nachgewiesen werden.